# Breuches
Breuches és un municipi francès situat al departament de l'Alt Saona i a la regió de Borgonya - Franc Comtat. L'any 2007 tenia 768 habitants.

## Demografia

### Població
El 2007 la població de fet de Breuches era de 768 persones. Hi havia 342 famílies, de les quals 111 eren unipersonals (45 homes vivint sols i 66 dones vivint soles), 103 parelles sense fills, 87 parelles amb fills i 41 famílies monoparentals amb fills.
La població ha evolucionat segons el següent gràfic:
Habitants censats

### Habitatges
El 2007 hi havia 382 habitatges, 350 eren l'habitatge principal de la família, 10 eren segones residències i 22 estaven desocupats. 327 eren cases i 54 eren apartaments. Dels 350 habitatges principals, 251 estaven ocupats pels seus propietaris, 94 estaven llogats i ocupats pels llogaters i 5 estaven cedits a títol gratuït; 2 tenien una cambra, 17 en tenien dues, 52 en tenien tres, 100 en tenien quatre i 180 en tenien cinc o més. 272 habitatges disposaven pel capbaix d'una plaça de pàrquing. A 187 habitatges hi havia un automòbil i a 120 n'hi havia dos o més.

### Piràmide de població
La piràmide de població per edats i sexe el 2009 era:
| Homes | Edats   | Dones |
| ----- | ------- | ----- |
| 0     | 95 o +  | 0     |
| 0     | 90 a 94 | 4     |
| 0     | 85 a 89 | 8     |
| 4     | 80 a 84 | 12    |
| 16    | 75 a 79 | 8     |
| 24    | 70 a 74 | 32    |
| 12    | 65 a 69 | 16    |
| 28    | 60 a 64 | 28    |
| 8     | 55 a 59 | 36    |
| 24    | 50 a 54 | 16    |
| 12    | 45 a 49 | 28    |
| 12    | 40 a 44 | 8     |
| 28    | 35 a 39 | 24    |
| 28    | 30 a 34 | 16    |
| 48    | 25 a 29 | 44    |
| 28    | 20 a 24 | 16    |
| 32    | 15 a 19 | 12    |
| 12    | 10 a 14 | 28    |
| 16    | 5 a 9   | 24    |
| 24    | 0 a 4   | 20    |

## Economia
El 2007 la població en edat de treballar era de 460 persones, 346 eren actives i 114 eren inactives. De les 346 persones actives 295 estaven ocupades (166 homes i 129 dones) i 51 estaven aturades (24 homes i 27 dones). De les 114 persones inactives 52 estaven jubilades, 27 estaven estudiant i 35 estaven classificades com a «altres inactius».

### Ingressos
El 2009 a Breuches hi havia 332 unitats fiscals que integraven 767,5 persones, la mediana anual d'ingressos fiscals per persona era de 15.842 €.

### Activitats econòmiques
Dels 31 establiments que hi havia el 2007, 1 era d'una empresa extractiva, 1 d'una empresa alimentària, 3 d'empreses de fabricació d'altres productes industrials, 6 d'empreses de construcció, 7 d'empreses de comerç i reparació d'automòbils, 3 d'empreses de transport, 4 d'empreses d'hostatgeria i restauració, 1 d'una empresa financera, 1 d'una empresa immobiliària, 1 d'una empresa de serveis, 1 d'una entitat de l'administració pública i 2 d'empreses classificades com a «altres activitats de serveis».
Dels 11 establiments de servei als particulars que hi havia el 2009, 1 era una oficina de correu, 2 tallers de reparació d'automòbils i de material agrícola, 1 paleta, 1 lampisteria, 1 electricista, 1 empresa de construcció, 1 perruqueria i 3 restaurants.
Dels 2 establiments comercials que hi havia el 2009, 1 era una botiga de més de 120 m² i 1 una fleca.
L'any 2000 a Breuches hi havia 7 explotacions agrícoles.

## Equipaments sanitaris i escolars
El 2009 hi havia 1 farmàcia i 1 ambulància.
El 2009 hi havia una escola elemental.

## Poblacions més properes
El següent diagrama mostra les poblacions més properes.